# Take What You Want
"Take What You Want" é uma canção do rapper e cantor estadunidense Post Malone, gravada para seu terceiro álbum de estúdio Hollywood's Bleeding (2019). Conta com participação do cantor britânico Ozzy Osbourne e do rapper e cantor norte-americano Travis Scott. A canção foi escrita por Austin Post, John Osbourne, Jacques Webster II, Louis Bell, Andrew Watt, e Billy Walsh e produzida por Watt e Bell. A faixa foi enviada para rádios mainstream estadunidenses pela Republic Records em 15 de outubro de 2019, servindo como o sexto e último single do álbum. Foi incluída no décimo segundo álbum de estúdio de Osbourne, Ordinary Man (2020).

## Posições nas tabelas musicais

### Tabelas musicais
| Tabela musical (2019)                        | Melhor posição |
| -------------------------------------------- | -------------- |
| Austrália (ARIA)                             | 30             |
| Canadá (Canadian Hot 100)                    | 8              |
| Canadá (Billboard Rock)                      | 48             |
| República Checa (Singles Digitál Top 100)    | 18             |
| Dinamarca (Hitlisten)                        | 19             |
| Eslováquia (Singles Digitál Top 100)         | 10             |
| Estados Unidos (Billboard Hot 100)           | 8              |
| Estados Unidos (Billboard Mainstream Top 40) | 36             |
| Estados Unidos (Billboard Rock Airplay)      | 28             |
| França (SNEP)                                | 154            |
| Grécia (IFPI)                                | 39             |
| Hungria (Stream Top 40)                      | 6              |
| Irlanda (IRMA)                               | 37             |
| Itália (FIMI)                                | 44             |
| Letônia (LAIPA)                              | 17             |
| Lituânia (AGATA)                             | 20             |
| Noruega (VG-lista)                           | 12             |
| Nova Zelândia (Recorded Music NZ)            | 30             |
| Países Baixos (Single Top 100)               | 37             |
| Portugal (AFP)                               | 38             |
| Reino Unido (UK Singles Chart)               | 22             |
| Suécia (Sverigetopplistan)                   | 24             |

### Tabelas de fim de ano
| Tabela musical (2019) | Posição |
| --------------------- | ------- |
| Portugal (AFP)        | 408     |

## Certificações
| Região                                                         | Certificação | Vendas     |
| -------------------------------------------------------------- | ------------ | ---------- |
| Canadá (Music Canada)                                          | 3× Platina   | 240.000‡   |
| Estados Unidos (RIAA)                                          | 2× Platina   | 2.000.000‡ |
| Reino Unido (BPI)                                              | Prata        | 200.000‡   |
| ‡ Números de vendas+streaming baseados apenas na certificação. |              |            |

## Histórico de lançamento
| País           | Data                  | Formato(s)        | Gravadora(s) | Ref.   |
| -------------- | --------------------- | ----------------- | ------------ | ------ |
| Estados Unidos | 15 de outubro de 2019 | Rádios mainstream | Republic     | [ 28 ] |